# 普申多夫
普申多夫是德国巴伐利亚州的一个市镇。总面积3.39平方公里，总人口2125人，其中男性986人，女性1139人（2011年12月31日），人口密度627人/平方公里。